# Lantos László (úszó)
Lantos László, névváltozat: Lantos Gábor (Békéscsaba, 1938. december 4. – 2019. június 9.) úszó, úszóedző és sportújságíró.

## Pályafutása
1958-ban a SZEAC gyorsúszója volt, majd 1959-től 1961-ig az FTC-ben, 1962-től 1965-ig a Bp. Spartacusban sportolt. Részt vett az 1960-as római olimpián is, ahol 100 m-es gyorsúszásban, 4 × 200 m-es gyorsúszásban és 4 × 100 m-es vegyesúszás számokban szerepelt. 1958-tól 1961-ig a magyar úszóválogatott keretének volt a tagja. Később mint sportújságíró és úszóedző tevékenykedett. Budapesten élt.

## Családja
Első felesége Balla Mária úszó, második felesége 1969-től Ducza Anikó tornász volt, lányuk Lantos Gabriella tőrvívó.

## Konfliktusok személye körül
1961. július 4-én csoportos nemi erőszakot követett el Kiss Lászlóval és Várszegi Lajossal a Margit-szigeti Hajós Alfréd Nemzeti Sportuszodában egy 18 éves lánnyal szemben. Az első fokon folytatólagosan elkövetett nemi erőszak bűntettével Kiss Lászlót 5 évi, Lantos Lászlót és Várszegi Lajost 4-4 évi börtönben letöltendő szabadságvesztésre ítélte. Az ítélet ellen az elkövetők fellebbeztek, és másodfokon jogerősen Lantos Lászlót 3 év 2 hónap, Várszegi Lajost 2 év, Kiss Lászlót pedig 3 évi börtönben letöltendő szabadságvesztésre ítélték.